# Eurostopodus
Eurostopodus är ett släkte med fåglar i familjen nattskärror. Släktet omfattar sju arter med utbredning från Sulawesi till Salomonöarna och Australien:
- Argusnattskärra (E. argus)
- Salomonnattskärra (E. nigripennis)
- Nyakaledoniennattskärra (E. exul)
- Vitstrupig nattskärra (E. mystacalis)
- Djävulsnattskärra (E. diabolicus)
- Papuanattskärra (E. papuensis)
- Höglandsnattskärra (E. archboldi)

Tidigare inkluderades de två arterna i Lyncornis, men DNA-studier visar att de inte är varandras närmaste släktingar. För mer diskussion kring släktskapen inom familjen, se artikeln nattskärror. 